# Gare de Saint-Christophe-du-Bois
La gare de Saint-Christophe-du-Bois est une ancienne gare ferroviaire française de la ligne de Clisson à Cholet, située sur le territoire de la commune de Saint-Christophe-du-Bois, dans le département de Maine-et-Loire en région Pays de la Loire.
Elle est fermée au cours du XXe siècle.

## Situation ferroviaire
Établie à 93 mètres d'altitude, la gare de Saint-Christophe-du-Bois est située au point kilométrique (PK) 31,089 de la ligne de Clisson à Cholet. Ancienne gare de bifurcation, elle est également la gare terminus de la Ligne de Vouvant-Cezais à Saint-Christophe-du-Bois, au PK 72,170. 
Sur la ligne de Clisson à Cholet, la gare est située entre les gares ouvertes de Torfou et de Cholet. Elle est séparée de Torfou par les gares fermées d'Évrunes et de Torfou - Tiffauges. 
Sur la ligne de Vouvant - Cezais à Saint-Christophe-du-Bois, la gare précédente est celle de Mortagne-sur-Sèvre.

## Histoire
La gare de Saint-Christophe-du-Bois est mise en service le 10 juillet 1882 par l'Administration des chemins de fer de l'État.
La gare est fermée au cours de la deuxième moitié du XXe siècle.